# Ravnsborg
Ravnsborg er i dag et stort voldsted i Ravnsby Bakker på Lollands nordkyst mod Smålandshavet. 
Ca. 1330 byggede Grev Johan den Milde, også kaldet Johan af Plön eller Johan af Holsten, borgen Ravnsborg på stedet. I 1347 kapitulerer Grev Johan og Valdemar Atterdag overtager borgen, hvorefter han afhænder borgen og lenet til adelsmænd. I år 1387 køber Kong Oluf 2. dele af Ravnsborg og det tilhørende len. Dronning Margrete I erhverver resten af borgen i år 1400 og den bliver bolig for kongelige lensmænd indtil 1510, hvor borgen nedrives og bruges som byggemateriale andre steder. 
Borgbanken hæver sig 18 meter over havet, og den var tidligere en holm, så for at komme til borgen måtte man over en 200 meter lang pælebro. Den over 100 meter lange og 50 meter brede borg var omgivet af en ringmur af tegl.
Borgen har givet navn til den senere Ravnsborg Kommune.

## Galleri